# 片岡朋章
片岡 朋章（かたおか ともあき、1951年7月7日 - ）は、日本の実業家。日本テレビ放送網取締役や熊本県民テレビ代表取締役社長、代表取締役会長を務めた。

## 来歴
現在の東京都西東京市出身。東京大学文学部卒業後の1976年に日本テレビ放送網に入社した。
報道部、番組海外販売担当、秘書部長、コンプライアンス推進室長などの所属・役職ののち、2008年に執行役員メディア戦略局長に就任した。地上波デジタル放送導入に際しては技術系のリーダー役となる。
2012年に取締役執行役員技術統括局担当となり、2013年7月に熊本県民テレビ代表取締役社長に就任した。
2017年6月からは代表取締役会長となり、2019年6月に退任した。